# 2644 Victor Jara
2644 Victor Jara је астероид главног астероидног појаса чија средња удаљеност од Сунца износи 2,170 астрономских јединица (АЈ).
Апсолутна магнитуда астероида је 13,8.